# Aida Moga
Aida Moga (născută Cornelia Aida Rădulescu; n. 12 ianuarie 1926, Timișoara, România – d. 27 iulie 2001, București, România) a fost actriță de radio, revistă și cântăreață română.